# Johann von Sieberer

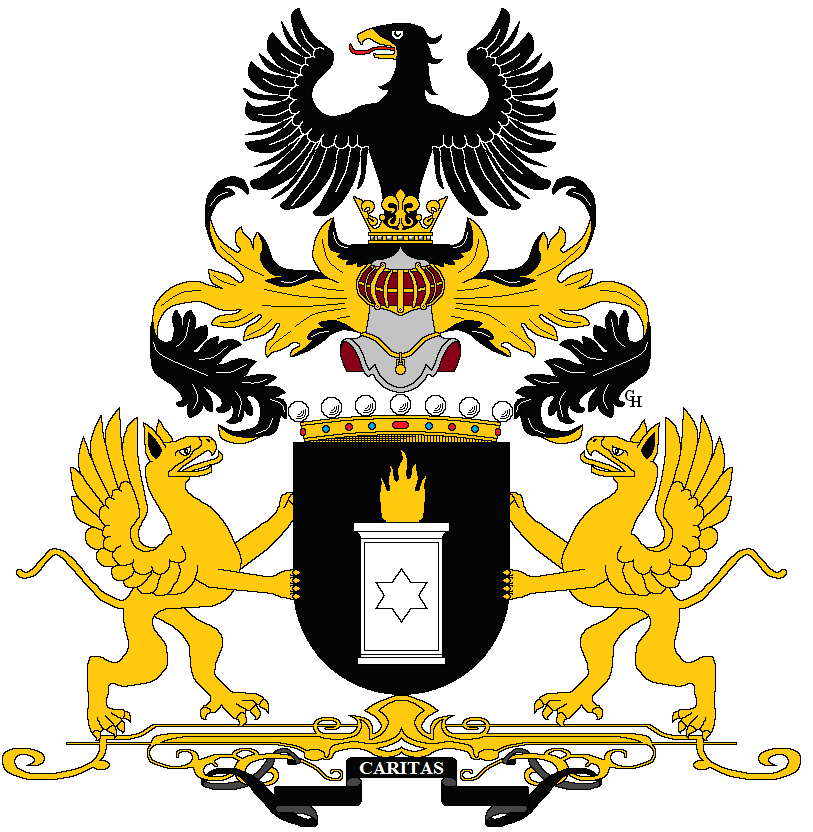
Wappen Sieberer, verliehen anlässlich seiner Erhebung in den Freiherrenstand 1910.

Johann Sieberer, seit 1910 Freiherr von Sieberer (* 11. Oktober 1830 in Going bei St. Johann in Tirol; † 27. April 1914 in Innsbruck) war General-Inspektor der österreichischen Versicherungsgesellschaft "Österreichischer Phönix" und einer der größten Wohltäter der Tiroler Landeshauptstadt Innsbruck.
Unehelich geboren und früh verwaist, ermöglichte der Erzbischof von Salzburg seinen Besuch des Gymnasiums, welchen er mit der Matura am Franziskanergymnasium in Hall in Tirol abschloss.

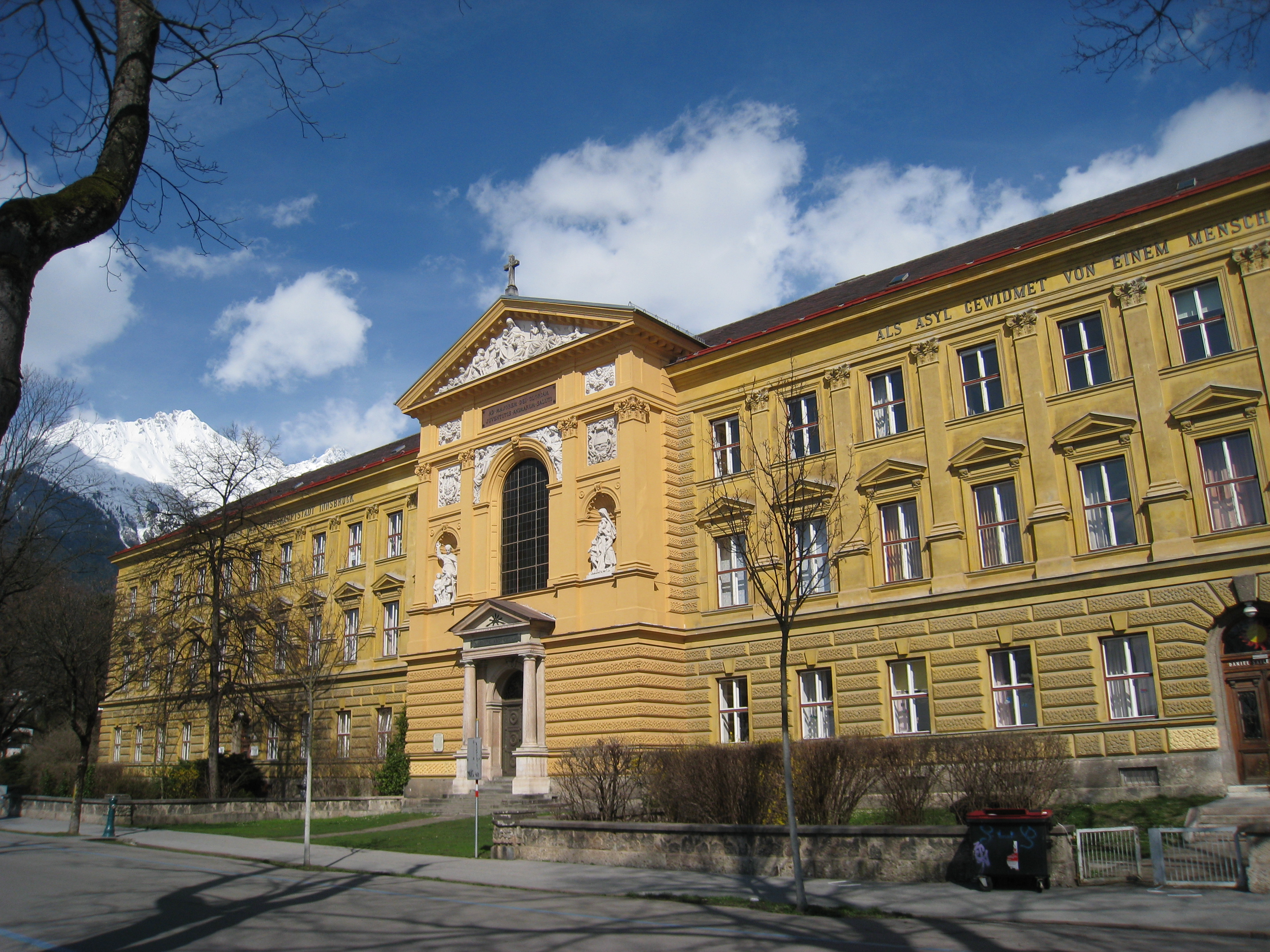
Das Sieberer'sche Waisenhaus

Ab 1860 arbeitete er für die Versicherungsgesellschaft "Österreichischer Phönix", deren General-Inspektor er in späterer Folge wurde. Dieser Posten ermöglichte ihm, ein ersehnliches Vermögen anzuhäufen, welches er ab 1885 mit der Finanzierung des "Von Sieberer'schen Waisenhauses" mit der Allgemeinheit teilte. 1889 ließ er die beiden Türme der Jesuitenkirche errichten. 1904 stiftete er den "Vereinigungsbrunnen" vor dem Innsbrucker Hauptbahnhof zur Erinnerung an die Vereinigung von Innsbruck und Wilten. 1907 steuerte er einen großen Teil (630.000 Kronen) zu den Errichtungskosten des Kaiser Franz-Joseph Jubiläums-Greisenasyls bei. Letzteres wurde am 29. August 1909 vom Kaiser persönlich eingeweiht. 1910 wurde Sieberer in den erblichen österreichischen Freiherrenstand erhoben.
Sieberers Grab befindet sich in der Krypta der Kapelle "seines" Waisenhauses in der nach ihm benannten Siebererstraße. Heute befinden sich in diesem Gebäude die städtische Volksschule Siebererstraße und die Daniel-Sailer-Schule.